# Paul Capdeville
Paul Gerard Capdeville Castro (Vitacura, Santiago, 2 de abril de 1983) es un extenista chileno. 
En su carrera adulta, ganó un título ATP el Abierto de Chile en dobles en 2007, y trece Challenger, diez individuales y tres en dobles. Su mejor puesto en la Clasificación de la ATP individual fue el 76.º en 2009.

## Carrera ATP
Empleó una raqueta del modelo Head Flexpoint Heat.

### Individuales
Su mejor puesto en el ranking ATP fue la posición n.º 76 obtenida el 18 de mayo de 2009.
Sus mejores actuaciones en el ATP World Tour fueron en el Torneo ATP 250 de Estoril 2009, donde alcanzó las semifinales luego de derrotar a David Nalbandian, como también los cuartos de final alcanzados en el Torneo ATP 500 de Memphis 2006 dejando a Tommy Robredo e Ivo Karlović en el camino.
También destacan los cuartos de final del Torneo ATP 250 de Washington 2007 derrotando a Thomas Johansson, del Torneo ATP 250 de Indianápolis 2008, derrotando a Robby Ginepri y en el Torneo ATP 250 de Viña del Mar 2009.
En torneos de Grand Slam alcanzó 7 veces la segunda ronda. En el circuito de challengers obtuvo 10 títulos y llegó a otras diez finales.
El jugador mejor clasificado que venció fue James Blake (8.º) en la Copa Davis de 2006 en Estados Unidos. Entre sus mejores victorias se encuentran las obtenidas ante los alguna vez Top 5 David Nalbandian, James Blake, Nicolas Kiefer, Greg Rusedski, Rainer Schuettler, Tommy Robredo y Kevin Anderson; los Top 10 Thomas Johansson, John Isner, y Nicolás Massú; y los Top 15 Ivo Karlović y Robby Ginepri.

### Dobles
Su mejor puesto en el ranking ATP fue la posición n.º 147 obtenida el 23 de julio de 2007.
Ha conseguido un título ATP junto al tenista español Óscar Hernández en Viña del Mar 2007, y logró tres títulos challengers, además de 4 finales.

## Copa Davis
Debutó en con una victoria en Copa Davis en el 2004 en la semifinal del grupo americano frente a Equipo de Copa Davis de Ecuador y desde entonces tiene un registro de 10-8 en sencillos, y 1-4 en dobles.
El 9 de abril de 2006 derrotó por al entonces número ocho del mundo, James Blake, por parciales de 6-4 y 6-3, en la serie de cuartos de final del grupo mundial, aunque Chile cayó por 3 a 2 frente al Equipo de Copa Davis de Estados Unidos.
En 2009, junto a Nicolás Massú derrotaron, de locales en la ciudad de Rancagua, al Equipo de Copa Davis de Austria en el repechaje del grupo mundial, lo que significó el retorno al grupo mundial para 2010. En esa oportunidad Capdeville derrotó a Stefan Koubek por parciales de 6-4 6-4 3-6 1-6 6-4 en un partido de casi 4 horas.
En marzo de 2011 en la primera ronda del grupo mundial ganó un partido épico derrotando al estadounidense John Isner por 6-7, 6-7, 7-6, 7-6 y 6-3, jugando más de 4 horas y dándole el 1-1 parcial al encuentro entre los Estados Unidos y Chile, lo que finalmente fue el único punto del equipo chileno.
En 2012 se transforma en el primer singlista de Chile y sale victorioso de sus dos partidos de sencillos y del dobles ante el Equipo de Copa Davis de Uruguay, por las semifinales del grupo americano, derrotando a Martín Cuevas, y a Marcel Felder en individuales, y a Ariel Behar y Marcel Felder junto a Jorge Aguilar en el dobles.
En 2013 por la permanencia en la Zona 1 de América contra el República Dominicana, siendo el número 140 del ranking de la ATP, pierde el primer encuentro contra la segunda raqueta de Dominicana, José Hernández, quien en ese momento era número 300 ATP, en 3 sets corridos por 6-4 7-6 7-5.
Se despide del equipo en 2014, al jugar su último partido copero y uno de los últimos de su carrera, venciendo a la pareja paraguaya Delgado/Ramírez por 6-2 6-4 6-4, haciendo dupla con Jorge Aguilar. Finalizó así con un récord de 15-16 en Copa Davis, incluyendo sencillos y dobles.

## Controversias
- En el torneo de Roland Garros 2006 Capdeville tuvo un incidente de empujones con Mario Ančić en el partido de segunda ronda. Los dos jugadores tuvieron que ser separados por el juez de silla. Ančić y Capdeville fueron multados cada uno con $ 3,000 Euros por el incidente.[cita requerida]

## Clasificación histórica

### Resultados en Sencillos
| Grand Slam                                               |      |     |     |     |     |      |       |      |      |     |     |     |     |     |            |
| Abierto de Australia                                     |      |     |     |     |     | Q2   | 2R    | 2R   | Q1   | Q1  | Q2  |     | Q3  | Q2  | 2–2        |
| Roland Garros                                            |      |     |     | Q1  | Q2  | 2R   | 1R    | 2R   | 1R   | Q1  | Q2  | Q1  | Q2  |     | 2–4        |
| Wimbledon                                                |      |     |     |     | Q1  | Q1   | Q3    | Q2   | 1R   |     |     |     | Q2  |     | 0–1        |
| US Open                                                  |      |     |     |     | 2R  | Q1   | 2R    | 1R   | 2R   | Q1  | Q3  | Q2  |     |     | 3–4        |
| Victorias – Derrotas                                     | 0–0  | 0–0 | 0–0 | 0–0 | 1–1 | 1–1  | 2–3   | 2–3  | 1–3  | 0–0 | 0–0 | 0–0 | 0–0 | 0–0 | 7–11       |
| ATP Masters Series                                       |      |     |     |     |     |      |       |      |      |     |     |     |     |     |            |
| Indian Wells                                             |      |     |     |     |     | 1R   | 1R    | 1R   | Q2   |     |     |     |     |     | 0–3        |
| Miami                                                    |      |     |     |     |     | 1R   | Q2    | Q2   | Q2   | Q1  | 1R  | Q2  | Q2  |     | 0–2        |
| Monte Carlo                                              |      |     |     |     |     |      |       |      |      |     |     |     |     |     | 0–0        |
| Roma                                                     |      |     |     |     |     |      |       |      | Q1   |     |     |     |     |     | 0–0        |
| Hamburgo1                                                |      |     |     |     |     |      |       |      |      |     |     |     |     |     | 0–0        |
| Canadá                                                   |      |     |     |     |     | Q2   |       |      |      |     |     | Q1  |     |     | 0–0        |
| Cincinnati                                               |      |     |     |     |     |      |       | 1R   |      |     |     |     |     |     | 0–1        |
| Shanghái2                                                |      |     |     |     |     |      |       |      |      | Q1  |     |     |     |     | 0–0        |
| París                                                    |      |     |     |     |     |      |       |      |      |     |     |     |     |     | 0–0        |
| Victorias – Derrotas                                     | 0–0  | 0–0 | 0–0 | 0–0 | 0–0 | 0–2  | 0–1   | 0–2  | 0–0  | 0–0 | 0–1 | 0–0 | 0–0 | 0–0 | 0–6        |
| Representación Nacional                                  |      |     |     |     |     |      |       |      |      |     |     |     |     |     |            |
| Copa Davis                                               |      |     |     | PO  | 1R  | QF   | 1R    | PO   | 1R   | QF  | 1R  | PO  | Z1  |     | 11–12      |
| Düsseldorf                                               |      |     |     |     |     | RR   |       |      |      |     |     |     |     |     | 1–0        |
| ATP International Series Gold / ATP International Series |      |     |     |     |     |      |       |      |      |     |     |     |     |     |            |
| Viña del Mar                                             | Q2   |     |     | 1R  |     | 1R   | RR    | 1R   | QF   | 2R  | 1R  | 1R  | Q1  |     | 4–8        |
| Estadísticas                                             |      |     |     |     |     |      |       |      |      |     |     |     |     |     |            |
| Total Victorias – Derrotas                               | 0–0  | 0–0 | 0–1 | 1–1 | 2–2 | 9–11 | 13–12 | 6–15 | 9–16 | 1–2 | 2–9 | 3–7 | 2–3 | 0–0 | 48–79      |
| Ranking de Fin de Año                                    | 1383 | 816 | 455 | 305 | 148 | 149  | 102   | 111  | 129  | 165 | 131 | 166 | 154 | 932 | $1,069,070 |

1Disputado en Hamburgo hasta 2008, y en Madrid entre 2009–2014.

2Disputado en Stuttgart hasta 2001, Madrid entre 2002–2008, y Shanghái entre 2009–2014.

### Finalista en dobles (0)

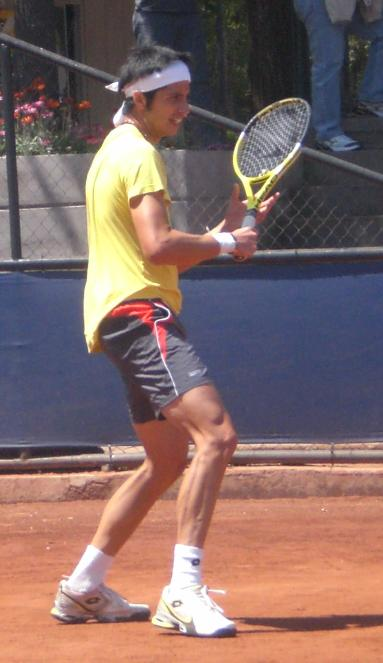
Paul Capdeville en un entrenamiento.

## Títulos

### Dobles (1)
| Leyenda                |
| Grand Slam (0)         |
| Tennis Masters Cup (0) |
| ATP Masters Series (0) |
| ATP Tour (1)           |

| N.º | Fecha                | Torneo       | Superficie    | Pareja          | Oponentes en la final                 | Resultado    |
| --- | -------------------- | ------------ | ------------- | --------------- | ------------------------------------- | ------------ |
| 1.  | 4 de febrero de 2007 | Viña del Mar | Tierra batida | Óscar Hernández | Albert Montañés Rubén Ramírez Hidalgo | 4-6 6-4 10-6 |

## Títulos Challengers (13; 10+3)

### Individuales (10)
| N.º | Fecha                   | Torneo          | Superficie    | Oponente en la final  | Resultado      |
| --- | ----------------------- | --------------- | ------------- | --------------------- | -------------- |
| 1.  | 18 de abril de 2005     | Bogotá          | Tierra batida | Pablo González        | 6-3 6-4        |
| 2.  | 23 de abril de 2007     | Florianópolis-2 | Tierra batida | Juan Pablo Guzmán     | 7-6(0) 6-0     |
| 3.  | 10 de agosto de 2008    | Binghamton      | Dura          | Rajeev Ram            | 4-6 6-3 6-1    |
| 4.  | 4 de octubre de 2008    | Aracaju         | Tierra batida | Thiago Alves          | 7-5 6-4        |
| 5.  | 16 de agosto de 2009    | Binghamton      | Dura          | Kevin Anderson        | 7-6(7) 7-6(11) |
| 6.  | 14 de noviembre de 2010 | Guayaquil       | Tierra batida | Diego Junqueira       | 6-3 3-6 6-3    |
| 7.  | 26 de junio de 2011     | Guadalajara     | Dura          | Pierre-Ludovic Duclos | 7-5 6-1        |
| 8.  | 14 de agosto de 2011    | Binghamton      | Dura          | Wayne Odesnik         | 7-6(4) 6-3     |
| 9.  | 11 de marzo de 2012     | Santiago        | Tierra batida | Antonio Veic          | 6-3 6-7(5) 6-3 |
| 10. | 28 de abril de 2013     | Sao Paulo-2     | Tierra batida | Renzo Olivo           | 6-2 6-2        |

### Finalista en individuales (10)
- 2005: Sassuolo CH (pierde ante Oliver Marach)
- 2006: Santiago CH (pierde ante Boris Pashanski)
- 2006: Bronx CH (pierde ante Michael Russell)
- 2008: Cali-2 CH (pierde ante Daniel Koellerer)
- 2009: Sao Paulo-1 CH (pierde ante Ricardo Mello)
- 2010: Santiago CH (pierde ante Fabio Fognini)
- 2012: Blumenau CH (pierde ante Antonio Veic)
- 2012: Rio Quente CH (pierde ante Guilherme Clezar)
- 2012: San Leopoldo CH (pierde ante Horacio Zeballos)
- 2013: Pereira CH (pierde ante Santiago Giraldo)

### Dobles (3)
| N.º | Fecha                 | Torneo    | Superficie    | Pareja        | Oponentes en la final         | Resultado       |
| --- | --------------------- | --------- | ------------- | ------------- | ----------------------------- | --------------- |
| 1.  | 31 de octubre de 2011 | Medellín  | Tierra batida | Nicolás Massú | Alessio di Mauro Matteo Viola | 6-2 4-6 10-8    |
| 2.  | 11 de marzo de 2012   | Santiago  | Tierra batida | Marcel Felder | Jorge Aguilar Daniel Garza    | 6-7(3) 6-4 10-7 |
| 3.  | 29 de abril de 2012   | Sao Paulo | Tierra batida | Marcel Felder | Andre Ghem Joao Pedro Sorgi   | 7-5 6-3         |

### Finalista en dobles (4)
- 2004: Sassuolo (junto a Gianluca Bazzica, pierden ante Enzo Artoni e Ignacio González King)
- 2005: Sassuolo (junto a Simone Vagnozzi, pierden ante Juan Pablo Brzezicki y Cristián Villagrán)
- 2005: Quito (junto a Adrián García, pierden ante Hugo Armando y Glenn Weiner)
- 2007: Córdoba (junto a Leonardo Mayer, pierden ante Santiago Ventura y Fernando Vicente)

## Títulos ITF Futuros (2; 0+2)

### Finalista en individuales (2)
- 2003: Chile F3 (pierde ante David Marrero)
- 2003: México F10 (pierde ante Lucas Engel)

### Dobles (2)
- 2003: Brasil F3 (junto a Eduardo Bohrer, ganan ante Pablo González y Gabriel Pitta)
- 2003: Brasil F4 (junto a Eduardo Bohrer, ganan ante Pedro Braga y Ronaldo Carvalho)

### Finalista en dobles (6)
- 2003: Chile F3 (junto a David Marrero, pierden ante Francisco Cabello y Adrian Garcia)
- 2003: México F9 (junto a Sebastian Decoud, pierden ante Toshihide Matsui y Michihisa Onoda)
- 2003: Brasil F5 (junto a James Auckland, pierden ante Alexandre Bonatto y Felipe Lemos)
- 2003: Chile F5 (junto a Juan-Felipe Yánez, pierden ante Brian Dabul y Damian Patriarca)
- 2003: Chile F6 (junto a Juan-Felipe Yanez, pierden ante Juan Ignacio Cerda y Phillip Harboe)
- 2004: Chile F1 (junto a Phillip Harboe, pierden ante Oliver Marach y Marko Neunteibl)

## Récords ATP frente a tenistas top 10
| Nacimiento | Rival             | Mejor Ranking | Victorias | Derrotas | Total | Porcentaje |
| ---------- | ----------------- | ------------- | --------- | -------- | ----- | ---------- |
| 1981       | Roger Federer     | 1             | 0         | 1        | 1     | 0%         |
| 1987       | Andy Murray       | 1             | 0         | 1        | 1     | 0%         |
| 1982       | Andy Roddick      | 1             | 0         | 2        | 2     | 0%         |
| 1976       | Carlos Moyá       | 1             | 0         | 1        | 1     | 0%         |
| 1978       | Tommy Haas        | 2             | 0         | 1        | 1     | 0%         |
| 1985       | Stan Wawrinka     | 3             | 0         | 1        | 1     | 0%         |
| 1981       | Nikolay Davydenko | 3             | 0         | 1        | 1     | 0%         |
| 1982       | David Nalbandian  | 3             | 1         | 0        | 1     | 100%       |
| 1988       | Marin Čilić       | 3             | 0         | 1        | 1     | 0%         |
| 1973       | Greg Rusedski     | 4             | 1         | 0        | 1     | 100%       |
| 1977       | Nicolas Kiefer    | 4             | 1         | 0        | 1     | 100%       |
| 1979       | James Blake       | 4             | 1         | 1        | 2     | 50%        |
| 1984       | Robin Soderling   | 4             | 0         | 1        | 1     | 0%         |
| 1972       | Jonas Bjorkman    | 4             | 0         | 1        | 1     | 0%         |
| 1980       | Fernando González | 5             | 0         | 2        | 2     | 0%         |
| 1976       | Rainer Schuettler | 5             | 1         | 0        | 1     | 100%       |
| 1982       | Tommy Robredo     | 5             | 1         | 0        | 1     | 100%       |
| 1975       | Thomas Johansson  | 7             | 1         | 0        | 1     | 100%       |
| 1984       | Mario Ančić       | 7             | 0         | 1        | 1     | 0%         |
| 1983       | Fernando Verdasco | 7             | 0         | 2        | 2     | 0%         |
| 1985       | John Isner        | 8             | 1         | 1        | 2     | 50%        |
| 1978       | Radek Štěpánek    | 8             | 0         | 1        | 1     | 0%         |
| 1981       | Jurgen Melzer     | 8             | 0         | 3        | 3     | 0%         |
| 1985       | Nicolás Almagro   | 9             | 0         | 1        | 1     | 0%         |
| 1987       | Fabio Fognini     | 9             | 0         | 1        | 1     | 0%         |
| 1979       | Nicolás Massú     | 9             | 0         | 1        | 1     | 0%         |
| 1977       | Arnaud Clement    | 10            | 1         | 0        | 1     | 100%       |

## Evolución en el ranking ATP (individuales)
| Año                     | 2001 | 2002 | 2003 | 2004 | 2005 | 2006 | 2007 | 2008 | 2009 | 2010 | 2011 | 2012 | 2013 | 2014 |
| Ranking en individuales | 1379 | 814  | 447  | 390  | 133  | 142  | 100  | 112  | 129  | 165  | 131  | 166  | 154  | 932  |